# 22 Dreams
| Совокупная оценка | Совокупная оценка                                                        |
| Источник          | Оценка                                                                   |
| ----------------- | ------------------------------------------------------------------------ |
| Metacritic        | 77/100                                                                   |
| Оценки критиков   |                                                                          |
| Источник          | Оценка                                                                   |
| AllMusic          | [ 2 ]                                                                    |
| Billboard         | (positive)                                                               |
| The Guardian      | [ 4 ]                                                                    |
| The Independent   | [ 5 ]                                                                    |
| Mojo              | 4 из 5 звёзд · 4 из 5 звёзд · 4 из 5 звёзд · 4 из 5 звёзд · 4 из 5 звёзд |
| The Observer      | [ 6 ]                                                                    |
| Paste             | [ 7 ]                                                                    |
| Pitchfork Media   | 7.9/10                                                                   |
| PopMatters        | [ 9 ]                                                                    |
| The Times         | [ 10 ]                                                                   |

22 Dreams — девятый студийный альбом британского рок-музыканта Пола Уэллера (бывшего фронтмена рок-групп The Jam и The Style Council), вышедший 2 июня 2008 года на лейбле Island/UMG в Евросоюзе и в США на Yep Roc.
Альбом дебютировал на 1 месте в официальном хит-параде Великобритании, став третьим чарттоппером Уэллера и получил золотую сертификацию.

## Об альбоме
Альбом получил положительные отзывы музыкальных критиков и интернет-изданий.
В агрегаторе Metacritic, устанавливающем в среднем оценку до ста, основанную на профессиональных рецензиях, альбом получил 77 баллов на основе 18 полученных рецензий, что означает «получил в целом положительные отзывы от критиков».
Песня «Come On/Let’s Go» появилась на саундтреке компьютерной игры Pro Evolution Soccer 2010.
В октябре 2005 года он дебютировал на 1 месте в официальном хит-параде Великобритании.

## Список композиций

### Deluxe Edition CD 1 / Стандартное издание
Слова и музыка всех песен — Пола Уэллера, кроме указанных.
| №   | Название                                                       | Автор(ы)                                            | Длительность |
| --- | -------------------------------------------------------------- | --------------------------------------------------- | ------------ |
| 1.  | «Light Nights»                                                 |                                                     | 3:45         |
| 2.  | «22 Dreams»                                                    | Уэллер, Simon Dine                                  | 2:48         |
| 3.  | «All I Wanna Do (Is Be With You)» (вышла как сингл)            |                                                     | 4:36         |
| 4.  | «Have You Made Up Your Mind» (вышла как сингл)                 |                                                     | 3:15         |
| 5.  | «Empty Ring»                                                   | Уэллер, Simon Dine                                  | 3:03         |
| 6.  | «Invisible»                                                    |                                                     | 4:07         |
| 7.  | «Song For Alice»                                               | Уэллер, Simon Dine, Steve Cradock                   | 3:38         |
| 8.  | «Cold Moments»                                                 |                                                     | 5:00         |
| 9.  | «The Dark Pages of September Lead to the New Leaves of Spring» | Simon Dine, Уэллер                                  | 0:45         |
| 10. | «Black River»                                                  |                                                     | 3:48         |
| 11. | «Why Walk When You Can Run»                                    |                                                     | 4:14         |
| 12. | «Push It Along»                                                | Уэллер, Simon Dine                                  | 2:53         |
| 13. | «A Dream Reprise»                                              | Simon Dine, Уэллер                                  | 1:09         |
| 14. | «Echoes Round the Sun»                                         | Уэллер, Noel Gallagher                              | 3:09         |
| 15. | «One Bright Star»                                              | Уэллер, Simon Dine                                  | 2:58         |
| 16. | «Lullaby Für Kinder»                                           |                                                     | 2:23         |
| 17. | «Where'er Ye Go»                                               |                                                     | 2:47         |
| 18. | «God»                                                          |                                                     | 2:03         |
| 19. | «111»                                                          | Уэллер, Simon Dine, Steve Cradock                   | 2:24         |
| 20. | «Sea Spray» (вышла как сингл)                                  | Уэллер, Hannah Andrews                              | 3:55         |
| 21. | «Night Lights»                                                 | Уэллер, Steve Cradock, Charles Rees, Hannah Andrews | 6:07         |

| №   | Название                      | Автор(ы)               | Длительность |
| --- | ----------------------------- | ---------------------- | ------------ |
| 22. | «Echoes Round the Sun» (Live) | Weller, Noel Gallagher | 2:55         |

### Deluxe Edition Disc 2
1. «22 Dreams [original demo]»
2. «Rip The Pages Up»
3. «Light Nights [original demo]»
4. «Cold Moments [original demo]»
5. «Love’s Got Me Crazy»
6. «Invisible [Marco version]»
7. «Big Brass Buttons [instrumental]»
8. «22 Dreams [instrumental]» (Weller, Simon Dine)

## Позиции в чартах
| Чарт (2008)                      | Высшая позиция |
| -------------------------------- | -------------- |
| Великобритания (UK Albums Chart) | 1              |